# Peter Coates
Peter Coates är en brittisk företagare från Goldenhill, Stoke-on-Trent, Staffordshire. Han är son till en gruvarbetare. Coates har blivit omnämnd som den 25:e rikaste personen inom brittisk fotboll. Han tjänade sin första förmögenhet på en cateringfirma (Stadia and Lindley Catering) som stod för leveranser av mat till områdets fotbollsmatcher. Efter ett par år blev firman leverantör till nästan samtliga brittiska fotbollslag. Förtjänsten från firman användes för att etablera nya spelkiosker, som senare blev den landstäckande bookmakerkedjan Provincial Racing (senare Bet365). År 2008 har firman ett värde på minst 1,8 miljarder dollar.
1988 blev Coates majoritetsaktieinnehavare i Stoke City FC och var ordförande fram till 1997. 1999 sålde han klubben till några isländska företagare för cirka £3,5 miljoner. Förhandlingarna fullbordades den 15 november 1999. Den 23 maj 2006 köpte Peter Coates tillbaka Stoke City FC för £1,7 miljoner. Ytterligare £3,3 miljoner betalades för att bli av med de isländska skulderna. Strax därefter tillsattes tränaren Tony Pulis.